# Sombrajo

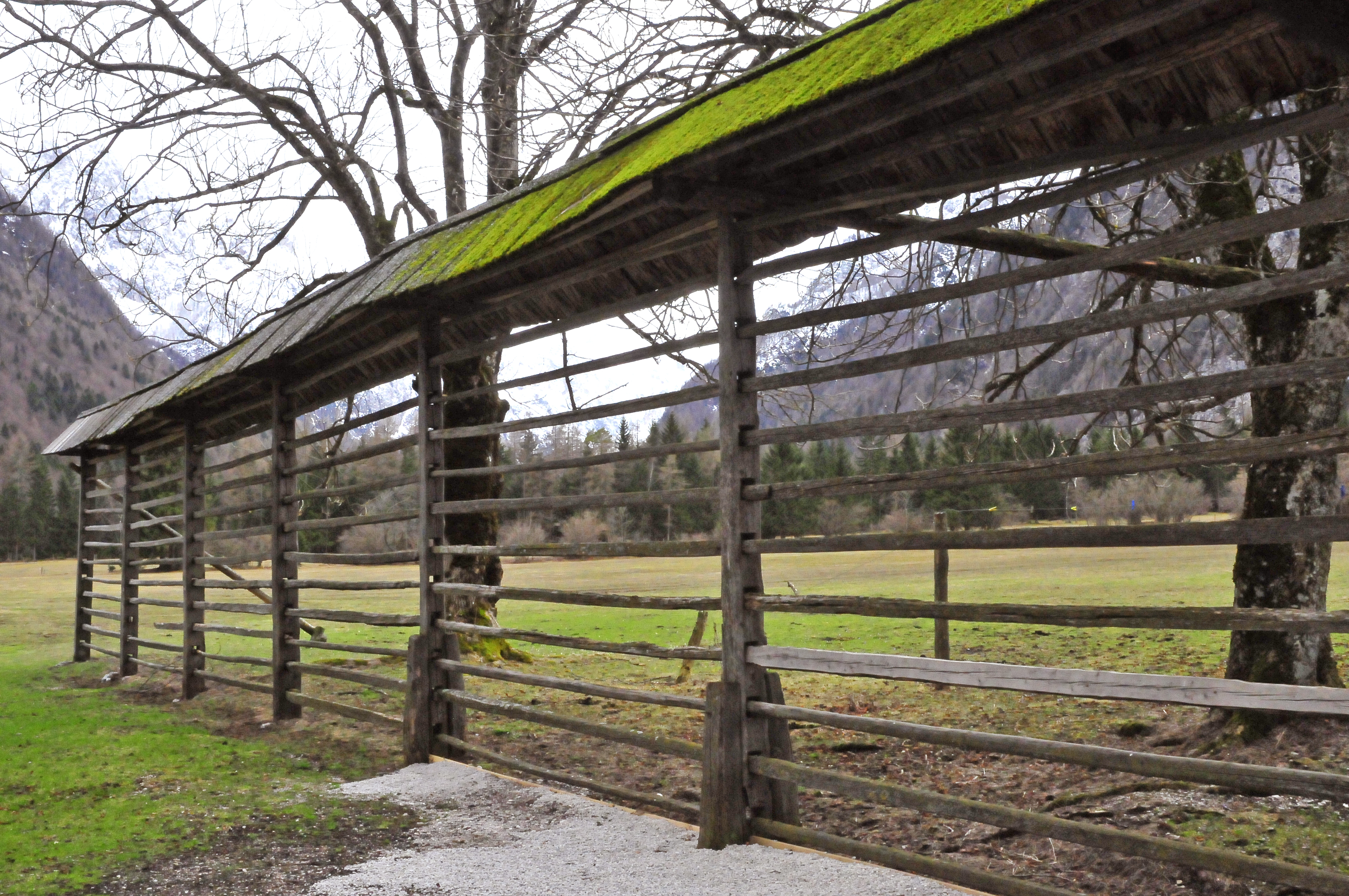
Sombrajo

Se llama sombrajo a una estructura con una cubierta formada por varios palos derechos y otros atravesados en la parte superior. Se tapa con palos, ramas, mimbres o esteras para favorecerse de su sombra en periodos calurosos. 
Los sombrajos se usan mucho en campaña cuando las tropas de un ejército no disponen de tiendas. 